# Cherevichki
Cherevichki (título original en ruso, Черевички, Čerevički, Las zapatillas) [títulos alternativos son Los zapatitos, Las zapatillas de la zarina, Los caprichos de Oksana y Gli stivaletti) es una ópera fantástico-cómica en cuatro actos (8 escenas) con música de Piotr Ilich Chaikovski y libreto en ruso de Yákov Polonski, basado en el relato de Nikolái Gógol, La Nochebuena, incluido en las Veladas en un caserío de Dikanka. La ópera es la versión revisada de la temprana ópera de Chaikovski, Vakula el herrero; el libreto fue revisado por Chaikovski y Nikolái Chayev. Se estrenó en el Teatro Bolshói de Moscú el 31 de enero de 1887.

## Historia
La ópera se compuso entre febrero y abril de 1885 en Maidánovo. Tanto Vakula el herrero como Cherevichki fueron musicados a partir de un libreto de Polonski, que en origen estaba pensado para Aleksandr Serov, pero que había permanecido sin usar debido a su muerte. Adiciones y revisiones de esta segunda versión se hicieron por el compositor y Nikolái Cháyev. 
El principal material temático de la segunda versión de la ópera es el mismo que en Vakula el herrero. Las alteraciones fueron causadas por un deseo de ayudar a la ópera "fuera del río del olvido" (carta de Chaikovski de 4 de marzo de 1885). Simplificó algunos elementos de la textura musical. La esfera lírica de la ópera se vio profundizada por la introducción de una nueva aria introducida para Vakula: Slýshit li dévitsa serdtse tvoyó... (Quién sabe, muchacha mía, si tu corazón puede sentir mi dolor...). Pero el añadido de la canción del Maestro de escuela y los versos de Su Alteza enriquecen la parte de género de la ópera. Chaikovski también cambió el reparto de las escenas corales, como en el n.º 13 (Kolyadka).
El estreno tuvo lugar el 31 de enero de 1887 [antigua datación: 19 de enero] en el Teatro Bolshói en Moscú dirigida por Chaikovski (quien tuvo entonces su estreno como director) con dirección escénica de A. I. Bartsal y K. F. Valts. En el siglo XX la ópera se representó muy raramente, repuesta sobre todo en Rusia y la URSS. Esta ópera rara vez se representa en la actualidad; en las estadísticas de Operabase Archivado el 14 de mayo de 2017 en Wayback Machine. aparece con sólo 2 representaciones en el período 2005-2010.

## Personajes
| Personaje | Tesitura     | Reparto del estreno 31 de enero [antigua datación, 19 de enero] de 1887 (Director: el compositor) |
| --- | ------------ | ------------------------------------------------------------------------------------------------- |
| Vakula, un herrero | tenor        | Dmitri Usátov                                                                                     |
| Soloja, madre de Vakula, una bruja | mezzosoprano | A. V. Svyatlóvskaya                                                                               |
| Chub, un cosaco de avanzada edad | bajo         | I. V. Matchinsky                                                                                  |
| Oksana, hija de Chub | soprano      | María Kliméntova-Múromtseva                                                                       |
| Un diablo del infierno, un fantástico personaje malvado | bajo         | Bogomir Korsov                                                                                    |
| Maestro de escuela | tenor        | Aleksandr Dodonov                                                                                 |
| Pan Golová, amigote de Chub | bajo         | V. S. Streletsky                                                                                  |
| Panás, amigote de Chub | tenor        | P. N. Grigóryev                                                                                   |
| Su Alteza | bajo         | Pável Jojlov                                                                                      |
| Maestro de ceremonias | bajo         | R. V. Vasílyevsky                                                                                 |
| Ayudante | tenor        |                                                                                                   |
| Viejo cosaco | bajo         |                                                                                                   |
| Duende de madera | bajo         |                                                                                                   |
| coro, papeles mudos, muchachos, muchachas, ancianos, tocadores de gusli, rusalki, espíritus de la madera, eco, espíritus, damas de la corte y caballeros, zaporogos |              |                                                                                                   |